# Кухня Мавритании

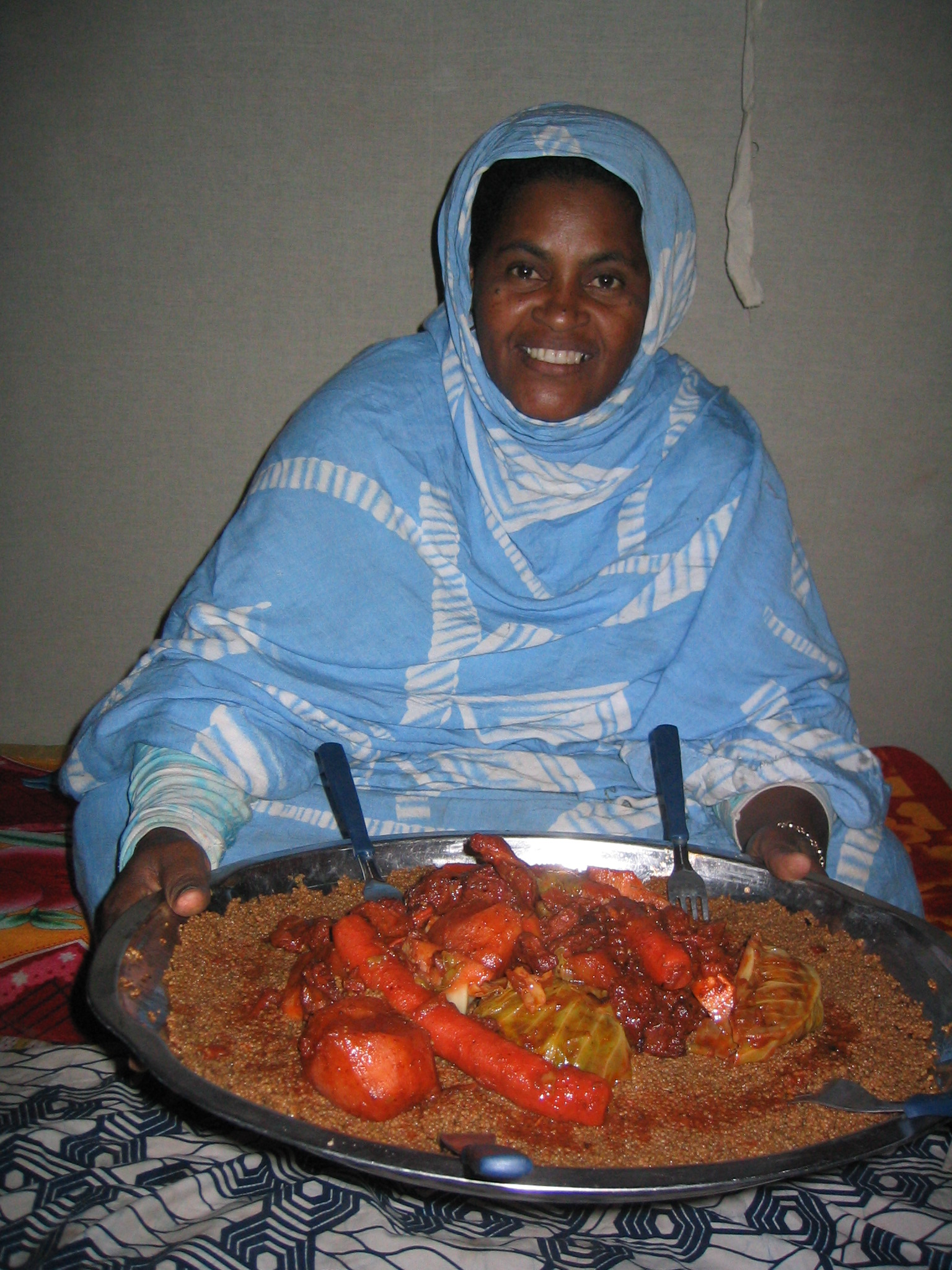
Кускус из верблюда, сделанный в шатре в дюнах в деревне Ажуэр

Кухня Мавритании — национальная кухня Исламской Республики Мавритания.
Традиционно блюда в Мавритании кушаются совместно. Кроме того, в Мавритании широко распространён чай с мятой, который разливается с высоты для образования пенки.

## Происхождение
Кухня Мавритании соединяет элементы кухонь африканских и арабских народов, живших либо пересекавших Сахару на караванах. Из-за схожего происхождения, мавританская кухня похожа на марокканскую и сенегальскую.
Поскольку Мавритания была французской колонией до 1960 года, это тоже сыграло роль в формировании национальной кухни. Кроме того, Мавритания официально является исламской республикой, поэтому продажа алкоголя запрещена по всей стране. Исключением являются отели, где алкоголь можно купить иностранцам в ограниченном количестве.

## Блюда

### Главные блюда

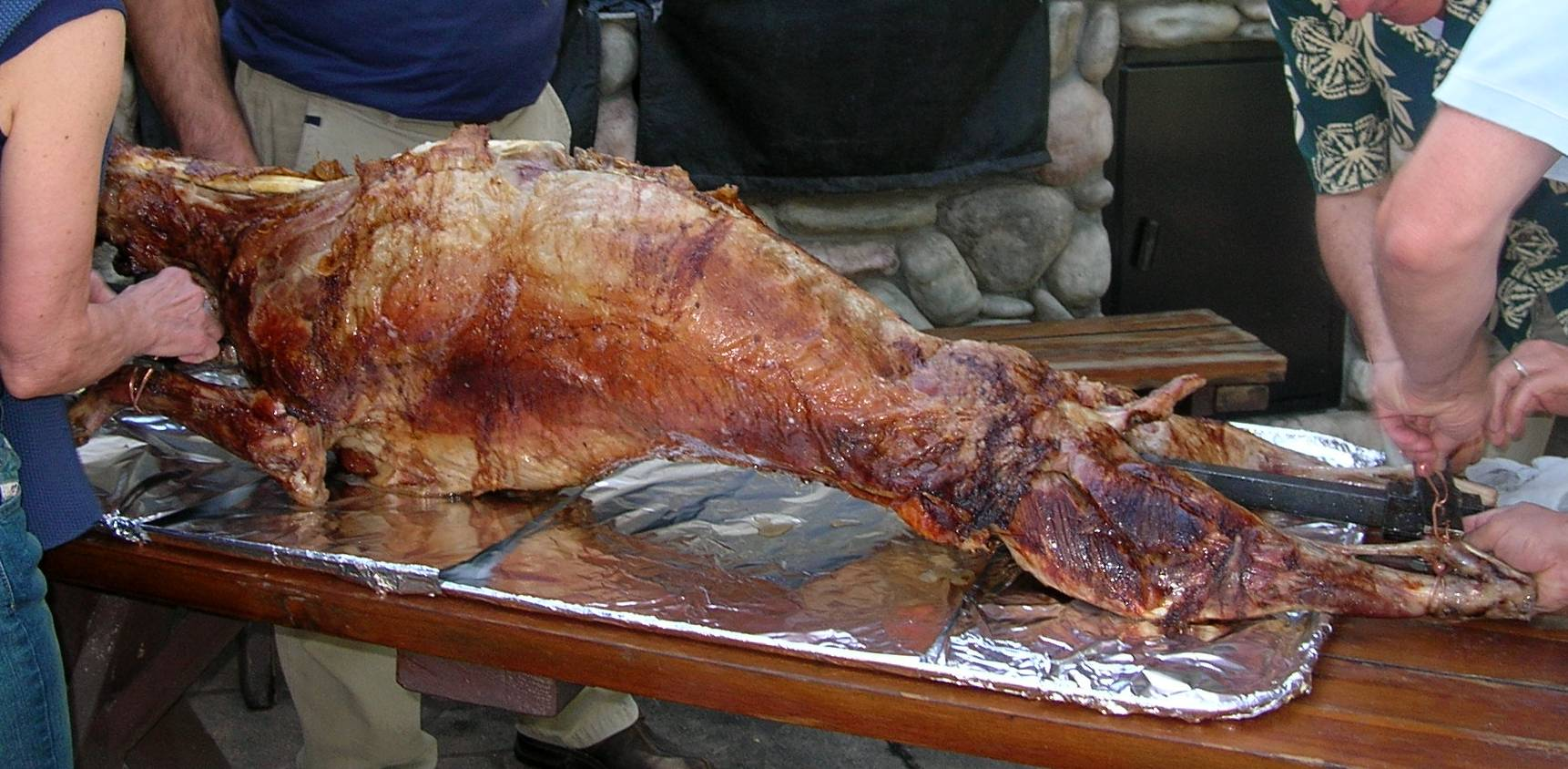
Мешуа

Главные блюда мавританской кухни включают тьебудьен (прибрежное блюдо из рыбы и риса, подаётся с бело-красным соусом, приготовленным из помидоров), мешуа (жареный ягнёнок), рыбу со специями, рис с овощами, рыбные шарики, сушёная рыба и мясо, кускус, фаршированная рисом козлятина, мясо одногорбого верблюда, ясса (жареная курица с овощами, подаётся с картофелем фри; фульбе-волофское происхождение), мафе (мясо козы или верблюда в арахисе, абельмоше и томатном соусе; подаётся с рисом), аль-аиш (кускус с бобами и курицей).

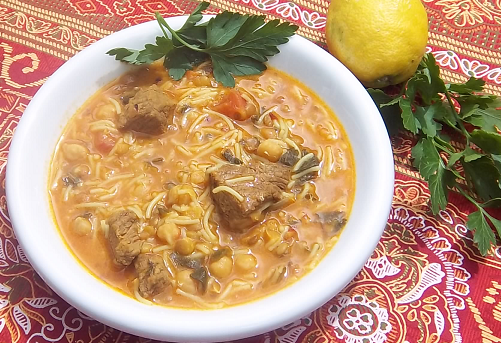
Харира

Встречается также суп харира.

### Другое
Среди блюд мавританской кухни встречаются съедобные плоды, например финики. Кроме того, распространён сыр Караван.
В Мавритании используется соус хакко из листовых овощей, который подаётся с фасолью к кускусу. Также встречается лах — творожный сыр или йогурт с тёртым кокосом, подаваемый к пшённой каше. Делается сироп из Розеллы.